# Hrabstwo Cattaraugus
Cattaraugus – hrabstwo (ang. county) w stanie Nowy Jork w USA. Populacja wynosi 83 955 mieszkańców (stan według spisu z 2000 r.).
Powierzchnia hrabstwa wynosi 3425 km². Gęstość zaludnienia wynosi 25 osób/km².

## Miasta
- Allegany
- Ashford
- Carrollton
- Coldspring
- Conewango
- Dayton
- East Otto
- Ellicottville
- Farmersville
- Freedom
- Great Valley
- Hinsdale
- Humphrey
- Ischua
- Leon
- Little Valley
- Lyndon
- Machias
- Mansfield
- Napoli
- New Albion
- Olean
- Otto
- Perrysburg
- Persia
- Portville
- Randolph
- Red House
- Salamanca
- South Valley
- Yorkshire

## Wioski
- Allegany
- Cattaraugus
- Delevan
- Ellicottville
- Franklinville
- Gowanda
- Little Valley
- Portville
- South Dayton

## CDP
- East Randolph
- Lime Lake
- Limestone
- Machias
- Perrysburg
- Randolph
- St. Bonaventure
- West Valley
- Weston Mills
- Yorkshire